# Sección de Ajedrez del Real Madrid Club de Fútbol
La sección de Ajedrez del Real Madrid Club de Fútbol, pese a permanecer extinta en la actualidad cosechó grandes éxitos para el club.

## Historia

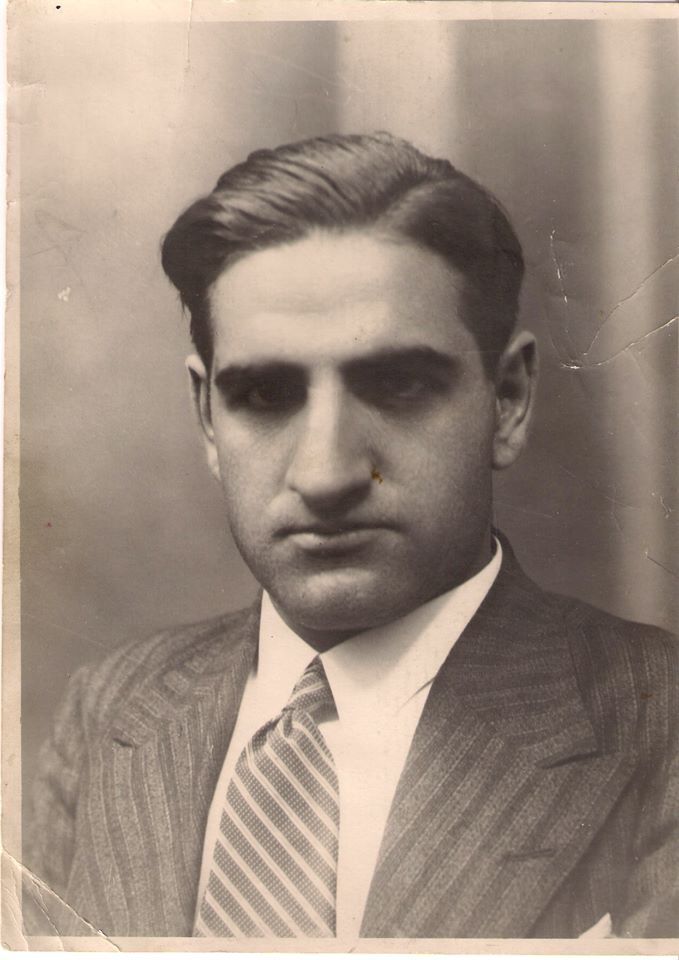
José Sanz Aguado

Fundada en 1933, la sección de ajedrez reunió a lo mejor de la capital y las instalaciones deportivas del club se convirtieron en el lugar de reunión de los mejores maestros de la época.
En 1936 el Real Madrid organizaría un prestigioso Torneo Internacional de Ajedrez, cuya segunda edición tendría lugar en 1957 (en el que Arturo Pomar quedaría subcampeón),.
Destacan grandes duelos con los madridistas, entre los que destacaron el prodigio y gran maestro internacional Arturo Pomar Salamanca, así como Juan Manuel Fuentes, José Sanz Aguado y Francisco José Pérez Pérez, quienes también se proclamaron campeones de España bajo el pabellón blanco. Arturo Pomar (con 11 años) se enfrenta a Fuentes un 16 de abril de 1946 en el Campeonato de España.

## Palmarés
- 4 Campeonato de España por Equipos

1957, 1959, 1961, 1962.
- Varios campeones individuales de España[cita requerida]

## Enlaces de interés
- Real Madrid Club de Fútbol
- Real Madrid de Baloncesto
- Secciones Históricas Desaparecidas del Real Madrid C. F. http://www.facebook.com/Secciones, en Facebook.